# De laatste
De laatste is een lied van de Nederlandse artiesten Ammar en Snelle. Het werd in 2022 als single uitgebracht.

## Achtergrond
De laatste is geschreven door Ammar Bozoglu, Lars Bos, Daan Ligtvoet, Wessel van Deursen, Tristan Rozendaal en Pjotr Golsteyn en geproduceerd door Donda Nisha. Het is een nummer uit het genre nederpop. In het lied zingen te twee zangers over samen bier drinken in de kroeg, waar ze meermaals "het laatste biertje van de avond" drinken. Het was voor Ammar de opvolger van zijn debuutsingle Terug naar vroeger. De samenwerking tussen de twee artiesten kwam tot stand nadat Ammar bij muzieklabel Lieve Jongens van Snelle had getekend.
In 2022 hield de Nederlandse radiozender Qmusic de verkiezing voor de Foute Anthem van 2022. Bij deze verkiezing konden de luisteraars kiezen tussen drie nummers. Dit waren Ik ben kachel van OBZ, Pistolero van Elettra Lamborghini en De laatste. De laatste werd uiteindelijk niet voor deze titel verkozen, maar Ik ben kachel werd tot Foute Anthem van 2022 uitgeroepen. De single heeft in Nederland de gouden status.
In augustus 2022 maakte de DJ-ensemble De Nachtbrakers een hardstyle remix van het nummer.

## Hitnoteringen
De artiesten hadden succes met het lied in de Nederlandse hitlijsten. In de Single Top 100 kwam het tot de 93e positie en was het vijf weken genoteerd. De Top 40 werd niet bereikt; het lied bleef steken op de veertiende plaats van de Tipparade.